# 那賀郡 (静岡県)
- 令制国一覧 > 東海道 > 伊豆国 > 那賀郡
- 日本 > 中部地方 > 静岡県 > 那賀郡

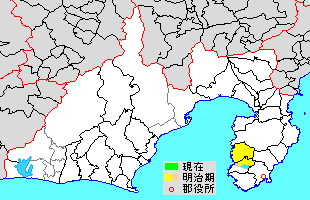
静岡県那賀郡の範囲（水色：後に他郡から編入した地域）

那賀郡（なかぐん・なかのこおり）は静岡県（伊豆国）にあった郡。

## 郡域
古代の郡域は伊豆半島西岸、現在の沼津市井田から南伊豆町入間にかけてだと考えられている。和名抄には井田、那賀、石火の3郷があるが、平城京跡出土の木簡にはさらに射鷲、入間、丹科、都比の4郷が確認されている。これらは以下の通り現在の地名に比定されている。
井田（いた）
沼津市井田。
那賀（なか）
松崎町那賀。江成（えなり）里が知られている。
石火（いしび）
松崎町石部。石火（いしび）里が知られている。
射鷲（いわし）・和志（わし）
松崎町岩科。和太（わだ）、庭科（にわしな）の2里が知られている。
入間（いるま）
南伊豆町入間。売良（めら）、美良（みら）、中村（なかむら）の2または3里が知られている。
丹科（にしな）
西伊豆町仁科。江田（えだ）、多具（たぐ）の2里が知られている。
都比（とひ）
伊豆市土肥。湯辺（ゆべ）、有覚（うかが）の2里が知られている。
郡衙の所在は分かっていないが、松崎町那賀の近辺には式内社が多く比定され、郡名郷の遺称地とも目されることから、当郡の中心地であったと推定される。
近世になって君沢郡が成立し、現在の伊豆市小下田以北が郡域から外れた。また元禄期に那賀川以南が賀茂郡に編入されたとされている。その結果、1879年（明治12年）に行政区画として発足した当時の郡域は、現在の行政区画では概ね以下の区域にあたる。
- 賀茂郡西伊豆町の全域
- 賀茂郡松崎町の一部（江奈、櫻田、那賀、建久寺、吉田、船田、門野、峰輪、大澤、池代）

## 歴史
扶桑略記などに天武天皇9年（680年）に「駿河2郡を別けて伊豆国と為す」という記事があり、これは田方郡と賀茂郡のことだと考えられている。しかし藤原宮跡出土の木簡に「伊豆国仲郡」とあることから、遅くとも和銅3年（710年）までの間に仲郡が成立していることになる。はじめ仲郡と記したが、和銅6年（713年）好字令により那賀郡となった。この時期（平城京出土木簡）の表記として他に中郡、那可郡、奈賀郡がある。
中世には北部は井田庄、南部は仁科庄となっている。在地の有力者についてはほとんど分かっていない。北条五代記には明応2年（1493年）北条早雲の伊豆進攻の際に、土肥の富永氏、田子（西伊豆町）の山本氏、雲見（松崎町）の高橋氏らを従えたとある。このうち山本氏は北条水軍の中核的地位にあったとされる。
天正18年（1590年）徳川家康の江戸入城に伴い一帯は家康の領地となり、幕府領として伊豆代官、三島代官、韮山代官が支配することとなる。元禄の地方直し以後は旗本領、館林藩領、掛川藩領が増えていく。

### 近代以降の沿革
- 「旧高旧領取調帳」に記載されている明治初年時点での支配は以下の通り。●は村内に寺社領が、○は寺社等の除地（領主から年貢免除の特権を与えられた土地）が存在。幕府領は韮山代官所が管轄。（17村）

- 1868年（慶応4年）6月29日 - 新政府が韮山代官所に韮山県を設置。旗本領を管轄。
- 1868年（明治元年）11月7日 - 掛川藩が上総国柴山藩に転封。全域が韮山県の管轄となる。
- 1871年（明治4年）11月14日 - 第1次府県統合により全域が足柄県の管轄となり、翌年に第5大区11小区所属となる。
- 1876年（明治9年）4月18日 - 第2次府県統合により全域が静岡県の管轄となる。
- 1879年（明治12年）3月12日 - 郡区町村編制法の静岡県での施行により行政区画としての那賀郡が発足。「賀茂那賀郡役所」が賀茂郡下田町に設置され、賀茂郡とともに管轄。
- 1885年（明治18年） - 中村（現・賀茂郡松崎町）が那賀村に改称。

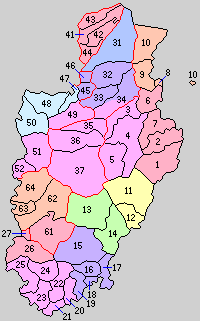
61.中之郷村 62.仁科村 63.田子村 64.宇久須村（赤：松崎町 橙：西伊豆町。1 - 27は賀茂郡、31 - 37は田方郡、41 - 52は君沢郡）

- 1889年（明治22年）4月1日 - 町村制の施行により、以下の町村が発足。（4村）
  - 中ノ郷村 ← 池代村、大沢村、船田村、峰輪村、那賀村、建久寺村、吉田村、門野村、賀茂郡南郷村、明伏村、小杉原村（現・松崎町）
  - 仁科村 ← 浜村、一色村、中村、大沢里村（現・西伊豆町）
  - 田子村（単独村制、現・西伊豆町）
  - 宇久須村 ← 宇久須村、安良里村（現・西伊豆町）
  - 桜田村・江奈村が賀茂郡松崎村の一部となる。
- 1891年（明治24年）6月11日 - 中之郷村が中川村に改称。
- 1896年（明治29年）4月1日 - 郡制の施行のため、那賀郡および賀茂郡の一部の区域をもって、改めて賀茂郡を設置。同日那賀郡廃止。